# زبيب بري
زبيب بري أو عشبة القمل (الاسم العلمي: Staphisagria)، جنس نباتات مُزهرة من فصيلة الحوذانية. كانت تُصنف سابقًا جُنيسًا أو قسمًا في جنس العائق، لكن الأدلة الجزيئية تشير إلى أنه يجب أن يُصنف جنسًا منفصلًا. ومع ذلك، لم يُقبل الفصل من قبل عدة مراجع اخرى، والتي تعامل الزبيب البري مرادفًا لألعائق.

## قائمة الأنواع
يضم الزبيب البري ثلا أنواع
- عائق جبلي Spach = Delphinium staphisagria كارولوس لينيوس
- Staphisagria requienii (DC.) Spach = Delphinium requienii DC.
- Staphisagria picta (Willd.) Jabbour = Delphinium pictum Willd.

Or two, as some botanists think S. requienii and S. picta should be united as one species, with S. picta treated as S. requienii subsp. picta.

## أنظر أيضا
- آقونيطن
- عائق